# Thamrin Nine
Thamrin Nine es un complejo de uso mixto situado en Yakarta (Indonesia). Tiene una superficie total de unos 570 000 metros cuadrados y contiene oficinas, comercios, viviendas, hoteles e instalaciones deportivas y de ocio. Su pieza central, la Autograph Tower, tiene 382.9 metros de altura y es el edificio más alto del hemisferio sur. El complejo tendrá tres torres de oficinas y apartamentos con un podio comercial que las conecta entre sí. La promotora del complejo es PT Putragaya Wahana (PGW), que también fue la promotora del adyacente UOB Plaza.

## Autograph Tower
La torre 1 de Thamrin Nine, llamada Autograph Tower, fue coronada en octubre de 2020, convirtiéndose en el primer edificio de más de 300 metros de altura de Indonesia. Está conectada a la torre 2 por sus cuatro plantas inferiores a través de un podio comercial. La altura arquitectónica de la torre 1 es de 382.9 metros y tiene 75 plantas sobre el nivel del suelo y 6 sótanos. Contiene un mirador de tres plantas en las plantas 56–58 y un jardín vertical. La torre fue diseñada por Kohn Pedersen Fox Associates. Sus plantas bajas están dedicadas a oficinas, mientras las plantas altas están ocupadas por el Waldorf Astoria Hotel. Es un rascacielos sostenible y consume hasta un 30 % menos de energía que una torre convencional del mismo tamaño. La Autograph Tower es además el edificio más alto del hemisferio sur, superando a la Sky Tower de Nueva Zelanda.

## Luminary Tower
La torre 2 se llama Luminary Tower. Tiene 62 plantas y 304 metros de altura, con una helisuperficie y un mirador. La torre alberga un hotel de cinco estrellas operado por el Pan Pacific Hotel Group bajo la marca Pan Pacific, así como un hotel de cuatro estrellas y suites con servicios operados por Parkroyal Hotels, filial del Pan Pacific Hotel Group.
Las torres de apartamentos del complejo se llaman Le Parc y consisten en tres edificios.

## Tercera torre
La tercera torre, que aún no tiene nombre, será un edificio de uso mixto que contendrá oficinas, apartamentos y un hotel.